# Bologne
Bologne – miejscowość i gmina we Francji, w regionie Grand Est, w departamencie Górna Marna.
Według danych na rok 1990 gminę zamieszkiwało 2041 osób, a gęstość zaludnienia wynosiła 65 osób/km².

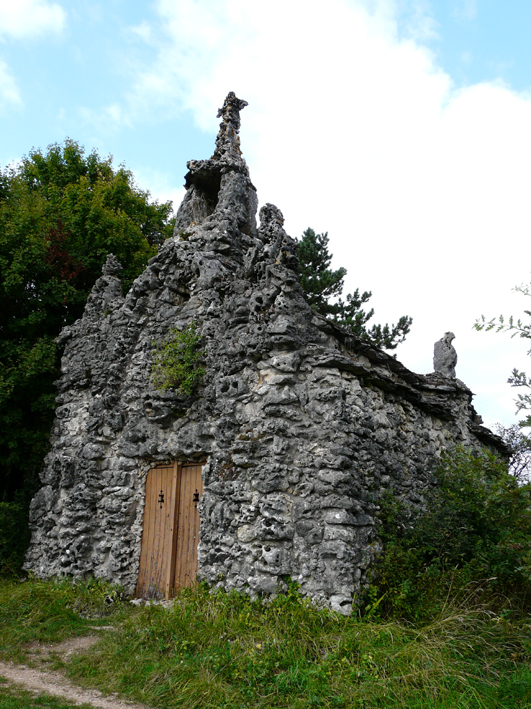
Kaplica w Bologne, 2009